# Lempzours
Lempzours là một xã của Pháp, nằm ở tỉnh Dordogne trong vùng Aquitaine của Pháp. Xã này có diện tích 10,87 km2, dân số năm 2004 là 123 người. Xã nằm ở khu vực có độ cao trung bình 200 m trên mực nước biển.

## Hành chính
| Danh sách các xã trưởng                |                  |                         |      |         |
| Giai đoạn                              | Giai đoạn        | Tên                     | Đảng | Tư cách |
| 1983                                   | 1995             | Jean Baptiste Girardeau | -    | -       |
| 1995                                   | tháng 3 năm 2008 | Guy Michel Feymendy     | -    | -       |
| tháng 3 năm 2008                       | đương nhiệm      | Thérèse Chassain        | SE   | -       |
| Tất cả các dữ liệu trước đây không rõ. |                  |                         |      |         |

## Thông tin nhân khẩu
| Năm    | 1962 | 1968 | 1975 | 1982 | 1990 | 1999 | 2004 |
| ------ | ---- | ---- | ---- | ---- | ---- | ---- | ---- |
| Dân số | 177  | 155  | 139  | 123  | 121  | 111  | 123  |